# Glukuronil-galaktozil-proteoglikan 4-a-N-acetilglukozaminiltransferaza
Glukuronil-galaktozil-proteoglikan 4-a--acetilglukozaminiltransferaza (EC 2.4.1.223, alfa-N-acetilglukozaminiltransferaza I, alfa1,4-N-acetilglukozaminiltransferaza, glukuronazilgalaktozil-proteoglikan 4-alfa-N-acetilglukozaminiltransferaza) je enzim sa sistematskim imenom UDP-N-acetil--glukozamin:beta-D-glukuronasil-(1->3)-beta--galaktozil-(1->3)-beta--galaktozil-(1->4)-beta-D-ksilosil-proteoglikan 4IV-alfa-N-acetil--glukozaminiltransferaza. Ovaj enzim katalizuje sledeću hemijsku reakciju
UDP--acetil--glukozamin + beta-D-glukuronazil-(1->3)-beta--galaktozil-(1->3)-beta--galaktozil-(1->4)-beta--ksilozil-proteoglikan {\displaystyle \rightleftharpoons } UDP + alfa-N-acetil--glukozaminil-(1->4)-beta-D-glukuronazil-(1->3)-beta--galaktozil-(1->3)-beta--galaktozil-(1->4)-beta--ksilozil-proteoglikan
Ovaj enzim učestvuje u inicijaciji sinteze heparina i heparan sulfata.

## Literatura
- Nicholas C. Price; Lewis Stevens (1999). Fundamentals of Enzymology: The Cell and Molecular Biology of Catalytic Proteins (Third изд.). USA: Oxford University Press. ISBN 019850229X.
- Eric J. Toone (2006). Advances in Enzymology and Related Areas of Molecular Biology, Protein Evolution (Volume 75 изд.). Wiley-Interscience. ISBN 0471205036.
- Branden C; Tooze J. Introduction to Protein Structure. New York, NY: Garland Publishing. ISBN 0-8153-2305-0.
- Irwin H. Segel. Enzyme Kinetics: Behavior and Analysis of Rapid Equilibrium and Steady-State Enzyme Systems (Book 44 изд.). Wiley Classics Library. ISBN 0471303097.
- William P. Jencks (1987). Catalysis in Chemistry and Enzymology. Dover Publications. ISBN 0486654605.

## Spoljašnje veze
- Glucuronyl-galactosyl-proteoglycan+4-alpha-N-acetylglucosaminyltransferase на 